# Marfa
Marfa és una població dels Estats Units a l'estat de Texas. Segons el cens del 2000 tenia 2.121 habitants.

## Demografia
Segons el cens del 2000, Marfa tenia 2.121 habitants, 863 habitatges, i 555 famílies. La densitat de població era de 521,6 habitants/km².
Dels 863 habitatges en un 29,3% hi vivien nens de menys de 18 anys, en un 47,4% hi vivien parelles casades, en un 13,1% dones solteres, i en un 35,6% no eren unitats familiars. En el 31,4% dels habitatges hi vivien persones soles el 17,3% de les quals corresponia a persones de 65 anys o més que vivien soles. El nombre mitjà de persones vivint en cada habitatge era de 2,35 i el nombre mitjà de persones que vivien en cada família era de 2,99.
Per edats la població es repartia de la següent manera: un 24,9% tenia menys de 18 anys, un 7,9% entre 18 i 24, un 24,2% entre 25 i 44, un 24,5% de 45 a 60 i un 18,5% 65 anys o més.
L'edat mediana era de 39 anys. Per cada 100 dones de 18 o més anys hi havia 100,9 homes.
La renda mediana per habitatge era de 24.712 $ i la renda mediana per família de 32.328 $. Els homes tenien una renda mediana de 25.804 $ mentre que les dones 18.382 $. La renda per capita de la població era de 14.636 $. Aproximadament el 15,7% de les famílies i el 20,6% de la població estaven per davall del llindar de pobresa.

## Poblacions més properes
El següent diagrama mostra les poblacions més properes.